# Empire State Development Corporation
A Empire State Development (ESD) é a organização guarda-chuva para as duas principais empresas de benefício público de Nova Iorque, a New York State Urban Development Corporation (UDC) e a New York Job Development Authority (JDA). O departamento de desenvolvimento econômico é um departamento do governo de Nova Iorque que no âmbito operacional, foi fundida com a ESD.
A função da ESD é promover a economia do estado, encorajando investimentos comerciais e criação de empregos, além de apoiar as empresas locais através de empréstimos, doações, créditos fiscais, empreendimentos imobiliários, marketing e outras formas de assistência.